# Stanislav Grof

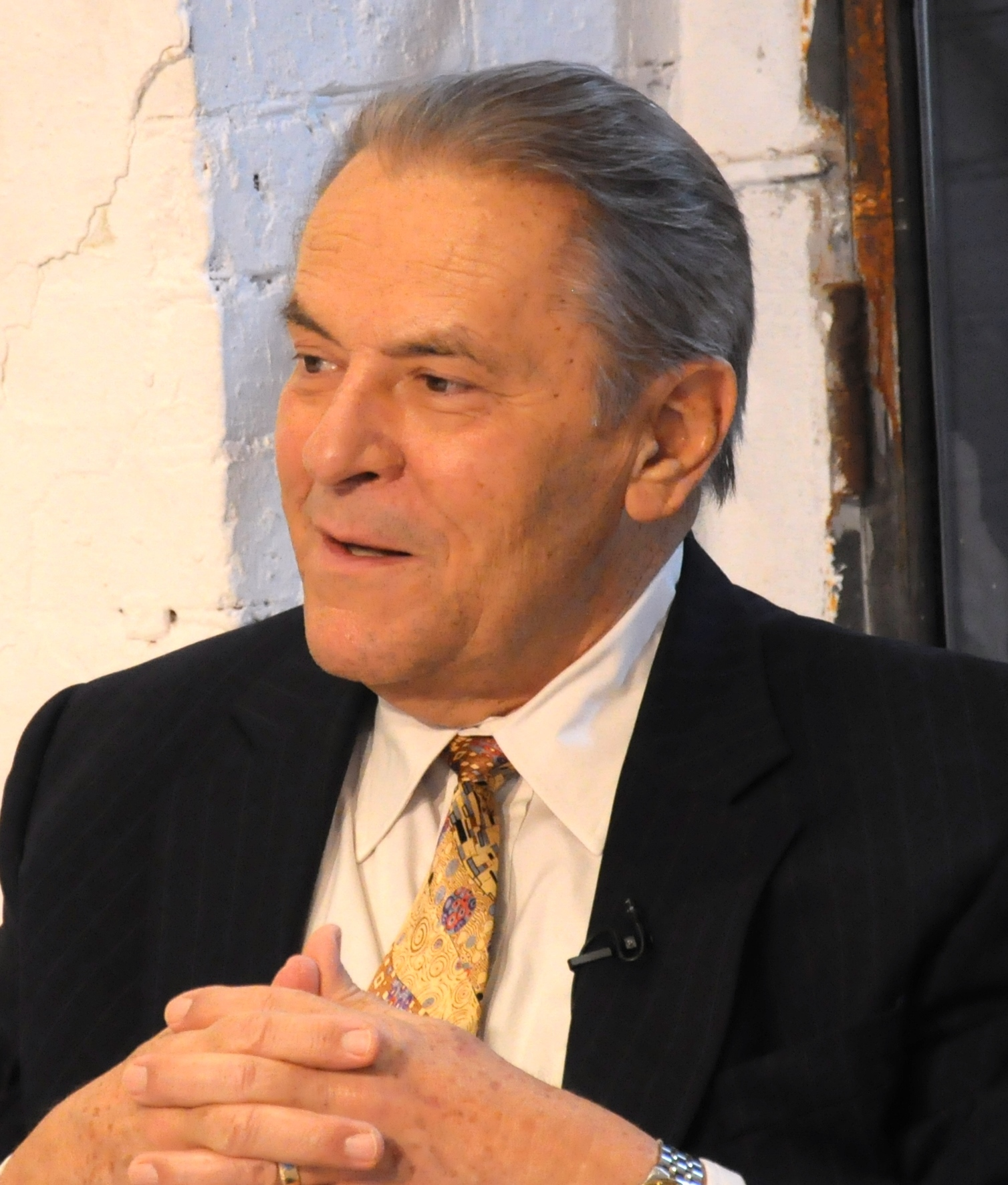
Stanislav Grof, 2009

Stanislav Grof (* 1. Juli 1931 in Prag) ist ein tschechischer Psychiater, Psychotherapeut und Vertreter der psycholytischen Psychotherapie. Er rief 1978 zusammen mit den Gründern des Esalen-Instituts, Michael Murphy und Dick Price, die ITA (International Transpersonal Association) ins Leben und gilt als einer der Begründer der transpersonalen Psychologie. In ihr werden neben humanistischen Aspekten auch religiöse und spirituelle Erfahrungen berücksichtigt.

## Leben
Stanislav Grof studierte an der Karls-Universität in Prag Medizin und Medizinphilosophie. Bei seiner Arbeit am psychiatrischen Forschungszentrum in Prag erforschte er die Wirkung psychedelischer Substanzen (unter anderem LSD) bei Patienten und an sich selbst. Im Rahmen des wissenschaftlichen Interesses in den 1950er und 1960er Jahren verwendete Grof LSD in seiner Forschung als Mittel zum Hervorrufen so genannter Modellpsychosen in der Absicht, auf diese Weise Erkenntnisse über Psychosen im Allgemeinen zu finden. Nachdem die Einnahme von LSD auch zu Forschungszwecken in vielen Ländern verboten wurde, entwickelte Grof zusammen mit seiner zweiten Frau, Christina Grof, geborene Horner (1941–2014) die Technik des holotropen Atmens zur Therapie von psychischen, psychosomatischen und psychiatrischen Störungen.
Im Jahr 1967 nahm er ein zweijähriges Forschungsstipendium an der Johns-Hopkins-Universität in Baltimore an und blieb anschließend in den USA. Er war Leiter des Psychiatrischen Forschungszentrums in Maryland und Assistenzprofessor für Psychiatrie an der Universitätsklinik der Johns-Hopkins-Universität. 1972 schloss er eine kurze Ehe mit der Anthropologin Joan Halifax. Von 1972 bis 1975 arbeitete er mit ihr am Maryland Psychiatric Research Center mit sterbenden Krebspatienten. Sie veröffentlichten 1977 das Buch The Human Encounter With Death.
Von 1973 bis 1987 unterrichtete und forschte er am Esalen-Institut in Big Sur in Kalifornien. Grof hat sich immer wieder als Befürworter der Legalisierung psychedelischer Substanzen ausgesprochen und ist ein Gegner der Prohibition von Drogen. Als Mitbegründer war er von 1978 bis 1982 auch der Vorsitzende der International Transpersonal Association.
2016 heiratete Stanislav Grof erneut. Er wohnt mit seiner Frau seitdem abwechselnd in Mill Valley (Kalifornien) und Wiesbaden, wo er zunächst weiterhin an Vorlesungen und Seminaren arbeitete. Im Jahr 2018 erlitt er einen, u. a. sein Sprachzentrum beeinträchtigenden Schlaganfall, in dessen Folge er seine berufliche Tätigkeit nahezu vollständig einstellte.

## Werk
Um die Erlebnisse von Probanden im LSD-Rausch zu erklären, entwickelte Grof die Vorstellungen von COEX-Systemen („systems of condensed experience“): Er definiert diese als „eine spezifische Konstellation von Erinnerungen, die aus verdichteter Erfahrungen (und damit verbundenen Phantasien) aus den verschiedenen Lebensabschnitten besteht.“ Die Reaktivierung eines derartigen Systems unter dem Einfluss von LSD bewirke den jeweils besonderen Erlebnisgehalt. Die COEX-Systeme beschreiben, so Grof, anschaulich das Unbewusste auf Freud’scher Ebene. Noch frühere Erfahrungen seien aber ebenfalls wirksam und fungierten auf der sogenannten Rank’schen Ebene. Otto Rank beschrieb 1924 in seinem Buch Das Trauma der Geburt die Auswirkungen der realen Geburt auf die Entwicklung des Unbewussten. Wie Rank geht auch Grof davon aus, dass erlebte und emotional eingefärbte Erfahrungen rund um die individuelle Geburt die Psyche durch Erinnerungen dauerhaft beeinflussen und reaktiviert werden können. Diese psychischen unbewussten Muster nannte er perinatale Matrizen, die ebenfalls wie COEX-System etwa durch den LSD-Rausch aktiviert werden können.
Bezogen auf die Zeit vor und während der Geburt unterscheidet Grof vier Phasen des psychischen Erlebens und beschreibt sie als die vier perinatalen Matrizen:
1. Das „Eins-Sein“ mit der Mutter empfindet der Fötus während der Schwangerschaft (Perinatale Matrix 1).
2. Das Leben „als Hölle“ empfindet er ab dem Einsetzen der Wehen und Kontraktionen beim Geburtsbeginn (Perinatale Matrix 2).
3. Das Leben „als Kampf“ empfindet er während der Austreibungsphase der Geburt (Perinatale Matrix 3).
4. Das „Heraustreten in das Licht des Lebens“ empfindet er am Ende des Geburtsvorganges (Perinatale Matrix 4).

Die Psyche des menschlichen Individuums wird demnach für die ganze Zeit des Lebens zutiefst davon geprägt, welche dieser Phasen ganz am Anfang für die jeweilige Person bestimmend war und wie sie von dem Individuum erlebt wurde (daher der Ausdruck „perinatale Matrizen“, den er dafür prägte; er bedeutet übersetzt etwa „Muster, die aus der Zeit um die Geburt herum stammen“). Der Austritt aus dem Geburtskanal wird außerdem auch als erste Erfahrung des Sterbens gedeutet. Für Grof sind Geburt und Tod die wichtigsten Erfahrungen im menschlichen Leben. In ähnlicher Weise teilt Grof auch den Sterbeprozess – hierbei Elisabeth Kübler-Ross folgend – in mehrere aufeinander folgende Phasen des psychischen Erlebens ein:
- „Verleugnung“
- Wut
- „Feilschen“
- Depression
- „Versöhnung mit dem Schicksal“

Im Laufe der von ihm geleiteten therapeutischen Sitzungen arbeitete Grof mit Erfahrungsmustern, die sich wie folgt einteilen lassen:
- Erfahrungen psychosomatischer Natur (beschrieben von der Psychosomatik)
- Biographische Erfahrungen (Wiedererleben von Erfahrungen vor allem aus der Kindheit, aber auch später)
- Perinatale Erfahrungen (Wiedererleben sog. geburtstraumatischer Erfahrungsmuster)
- Transpersonale Erfahrungen (Erlebnisse, die Raum und Zeit des eigenen menschlichen Lebens überschreiten, gehören zum Gebiet der transpersonalen Psychologie)

Grof hat es sich zur Lebensaufgabe gemacht, ungewöhnliche und veränderte Bewusstseinszustände zu erforschen, wobei er anfangs LSD, später Atemtechniken anwandte. Er arbeitet mit Patienten, die an Neurosen litten, mit drogen- und alkoholabhängigen Patienten, sowie mit Krebspatienten mit schlechter Prognose und psychotischen Patienten. Seine den Therapiemethoden zugrunde liegende Weltanschauung hat einen hinduistischen Hintergrund, wobei er Kosmos und Psyche als zusammengehörend betrachtet.
Grof kritisiert die Naturwissenschaften und geht davon aus, dass sie nicht alle existierenden Phänomene erklären könne. Eine Beschränkung auf diese Art Wissenschaft lehnte er deshalb ab und überschritt mit der Transpersonalen Psychologie und der darin enthaltenen Annahme, dass es Erfahrungen vor der Zeugung gebe, die Grenzen naturwissenschaftlicher Argumentation. Grof wollte so genannte Gipfelerfahrungen (peak experiences) erklären, die über das „Alltagsbewusstsein“ hinausreichten. Solche Erfahrungen hätten beispielsweise auch Schamanen beschrieben. Derartige Erlebnisse wollte er im psychotherapeutischen Prozess durch bestimmte Drogen bzw. holotrope Atemtechniken hervorrufen.
Grof ist Mitherausgeber der Zeitschrift Transpersonale Psychologie und Psychotherapie und hat umfangreich publiziert.

## Auszeichnungen
Am 5. Oktober 2007 wurde Stanislav Grof für sein Lebenswerk mit dem Preis Vision 97 der Dagmar-und-Vaclav-Havel-Stiftung in Prag ausgezeichnet. Der jährlich verliehene Preis geht jeweils an „einen herausragenden Denker, dessen Werk den traditionellen Rahmen wissenschaftlicher Erkenntnisse sprengt, zum Verständnis der Wissenschaft als Bestandteil der allgemeinen Kultur beiträgt und sich auf unkonventionelle Weise mit grundlegenden Fragen des Wissens, der Existenz und der menschlichen Existenz auseinandersetzt.“

## Veröffentlichungen (Auswahl)
- Topographie des Unbewußten. LSD im Dienst der tiefenpsychologischen Forschung. (Erstauflage 1975, Deutsche Übersetzung 1978), mit Joan Halifax, ISBN 3-608-95232-2. Wiederauflage Souvenir Press, 2010.
- Die Begegnung mit dem Tod. (1980), mit Joan Halifax, ISBN 3-608-94298-X.
- LSD-Psychotherapie. (1983), mit Christina Grof, ISBN 3-608-94017-0.
- Jenseits des Todes. An den Toren des Bewußtseins. (1984), ISBN 3-466-34090-X.
- Geburt, Tod und Transzendenz. Neue Dimensionen in der Psychologie. Kösel-Verlag, 1985, ISBN 3-466-34117-5. rororo 1991–1995, ISBN 3-499-18764-7.
- Alte Weisheit und modernes Denken. Spirituelle Traditionen in Ost und West im Dialog mit der neuen Wissenschaft. (1986), ISBN 3-466-34148-5.
- Die Chance der Menschheit. (1988) ISBN 3-466-34207-4.
- Spirituelle Krisen. (1990), ISBN 3-466-34251-1, mit Christina Grof, Roberto Assagioli, R. D. Laing, John Weir Perry, Holger Kalweit, Lee Sannella, Jack Kornfield, Ram Dass, Bruce Greyson und Barbara Harris, Paul Rebillot, Jeneane Prevatt und Russ Park.
- Die stürmische Suche nach dem Selbst. (1991) mit Christina Grof, ISBN 3-466-34265-1.
- Die Welt der Psyche. (1993), ISBN 3-466-34298-8.
- Das Abenteuer der Selbstentdeckung. (1994) mit Hal Zina Bennet, ISBN 3-499-19640-9.
- Totenbücher. Bilder vom Leben und Sterben. (1994), ISBN 3-466-34309-7.
- Kosmos und Psyche. (1997), ISBN 3-596-14641-0.
- Die Psychologie der Zukunft. Erfahrungen der modernen Bewusstseinsforschung. (2002) mit Richard Tarnas, ISBN 3-907029-76-3.
- Wir wissen mehr als unser Gehirn. Die Grenzen des Bewusstseins überschreiten. (2003) mit Peter Fenwick, Michael Grosso, Erlendur Haraldsson, Charles T. Tart, Roger Woolger, ISBN 3-451-05284-9.
- Impossible. Wenn Unglaubliches passiert. (2008), ISBN 978-3-466-34516-8.
- Revision der Psychologie. Das Erbe eines halben Jahrhunderts Bewusstseinsforschung. Aus dem Englischen übersetzt von Dr. Hans Peter Weidinger. Nachtschatten-Verlag, Solothurn 2015, ISBN 978-3-03788-359-4.
- Die menschliche Natur und die Beschaffenheit der Realität. Vortrag, gehalten auf den Basler Psychotherapietagen 1999.
- Der Weg des Psychonauten. Enzyklopädie für Reisen in innere Welten. Band 1 Aus dem Englischen übersetzt von Chris Heidrich, Nina Seiler. Nachtschatten-Verlag, Solothurn 2019, ISBN 978-3-03788-577-2.
- Stanislav Grof, Christina Grof: Holotropic Breathwork, Second Edition: A New Approach to Self-Exploration and Therapy. 2. Auflage. State University of New York Press, 2023, ISBN 978-1-4384-9643-6 (englisch).

## Filmdokumentation
- The Way of the Psychonaut. Stanislav Grof's Journey of Consciousness. Dokumentarfilm/Filmbiografie. 86 min. Ein Film von Susan Hess. Produktion: USA 2020.[11][12]